# هومر آدمز هولت
هومر آدمز هولت (بالإنجليزية Homer Adams Holt) وهو سياسي أمريكي ينتمي إلى الحزب الديمقراطي ولد هومر آدمز هولت في 1 أذار - مارس من سنة 1898 في ولاية فرجينيا الغربية، كان هولت مدعي عام ولاية فرجينيا الغربية ما بين عامي 1933 إلى عام 1937. شغل هولت منصب حاكم على ولاية فرجينيا الغربية من عام 1937 إلى عام 1941 توفي هومر آدمز هولت في 16 كانون الثاني -يناير من سنة 1975 في تشارلستون.